# Agave gentryi
Agave gentryi là một loài thực vật có hoa trong họ Măng tây. Loài này được B.Ullrich mô tả khoa học đầu tiên năm 1990.

## Hình ảnh

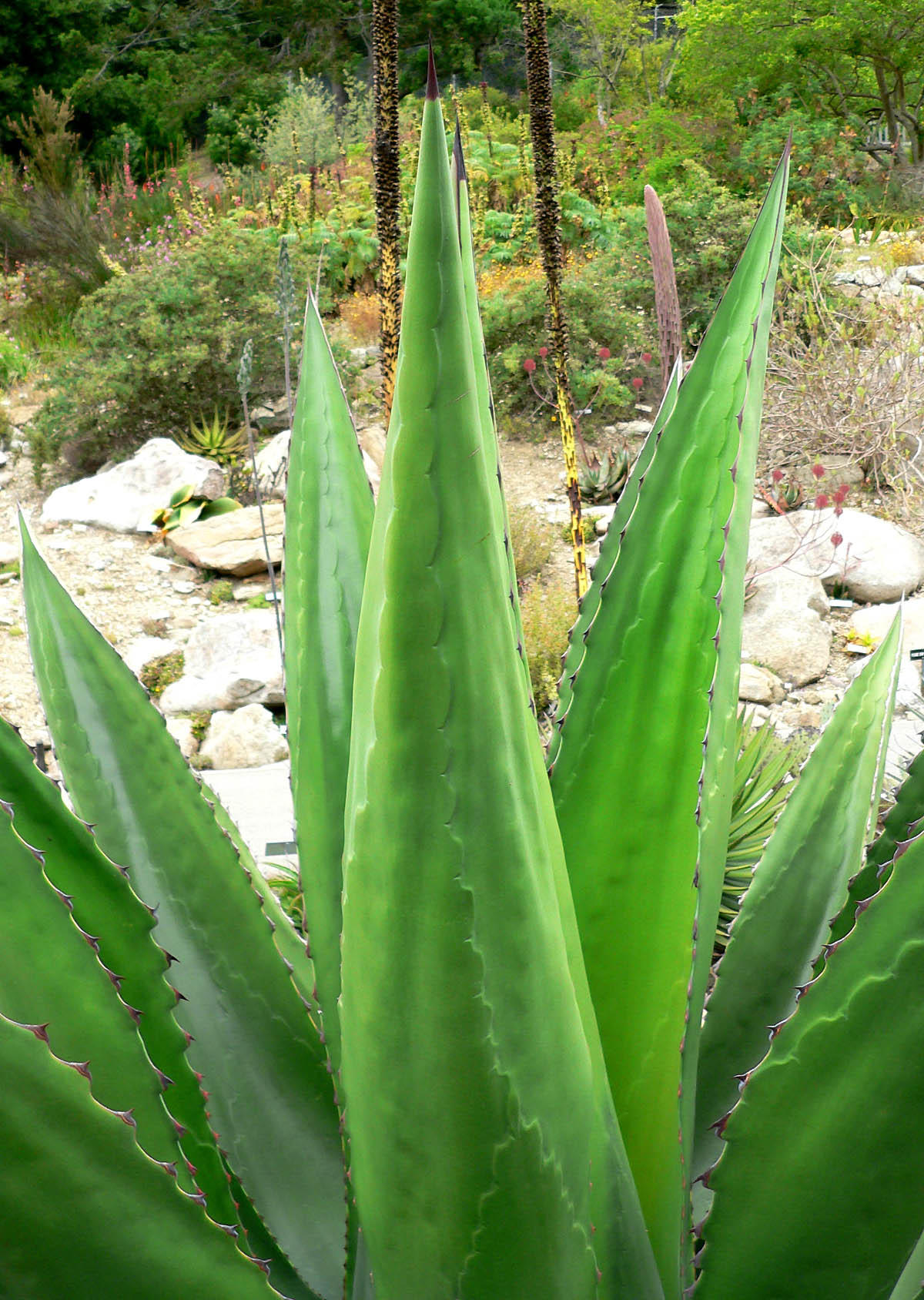
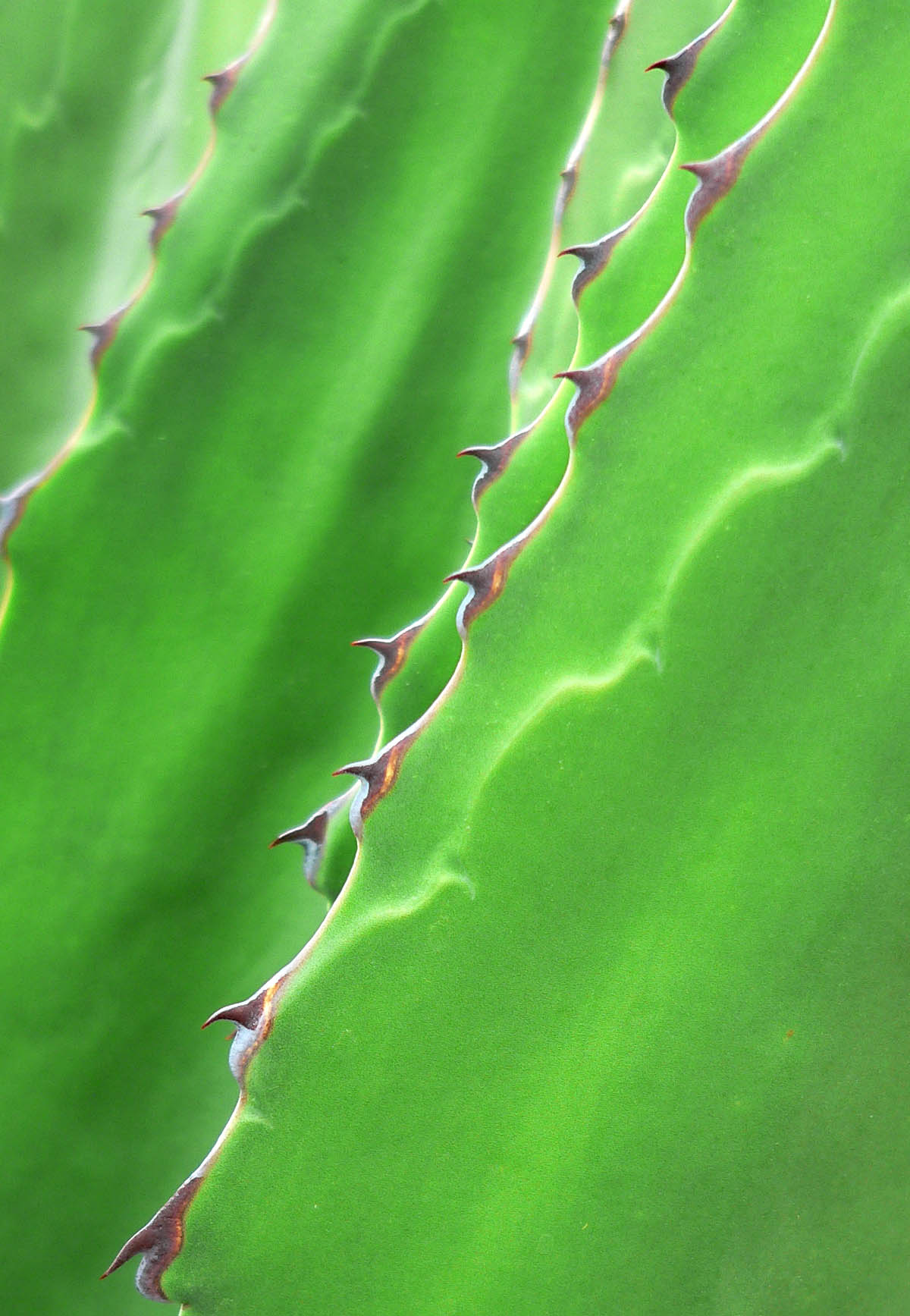
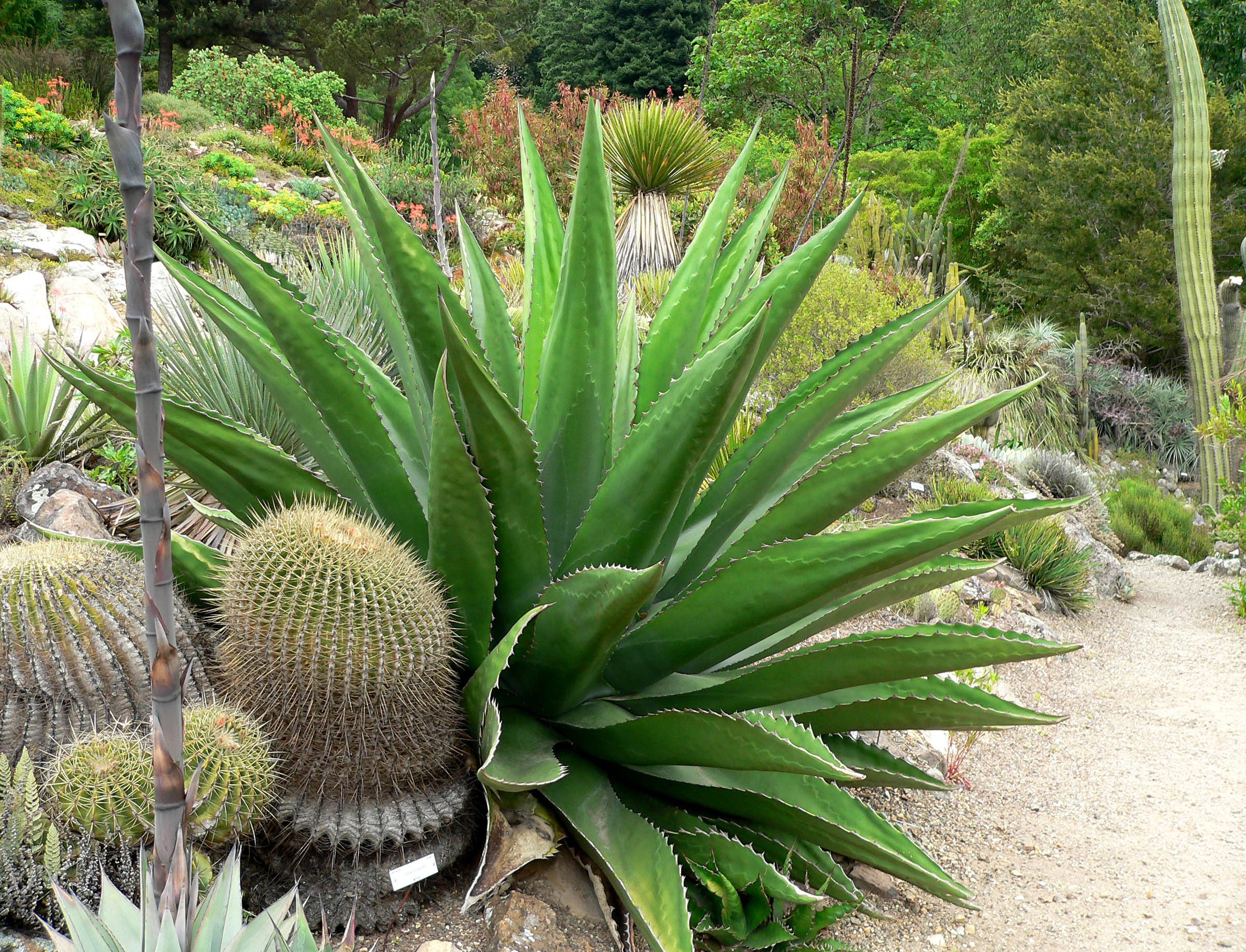